# Alpin skidsport

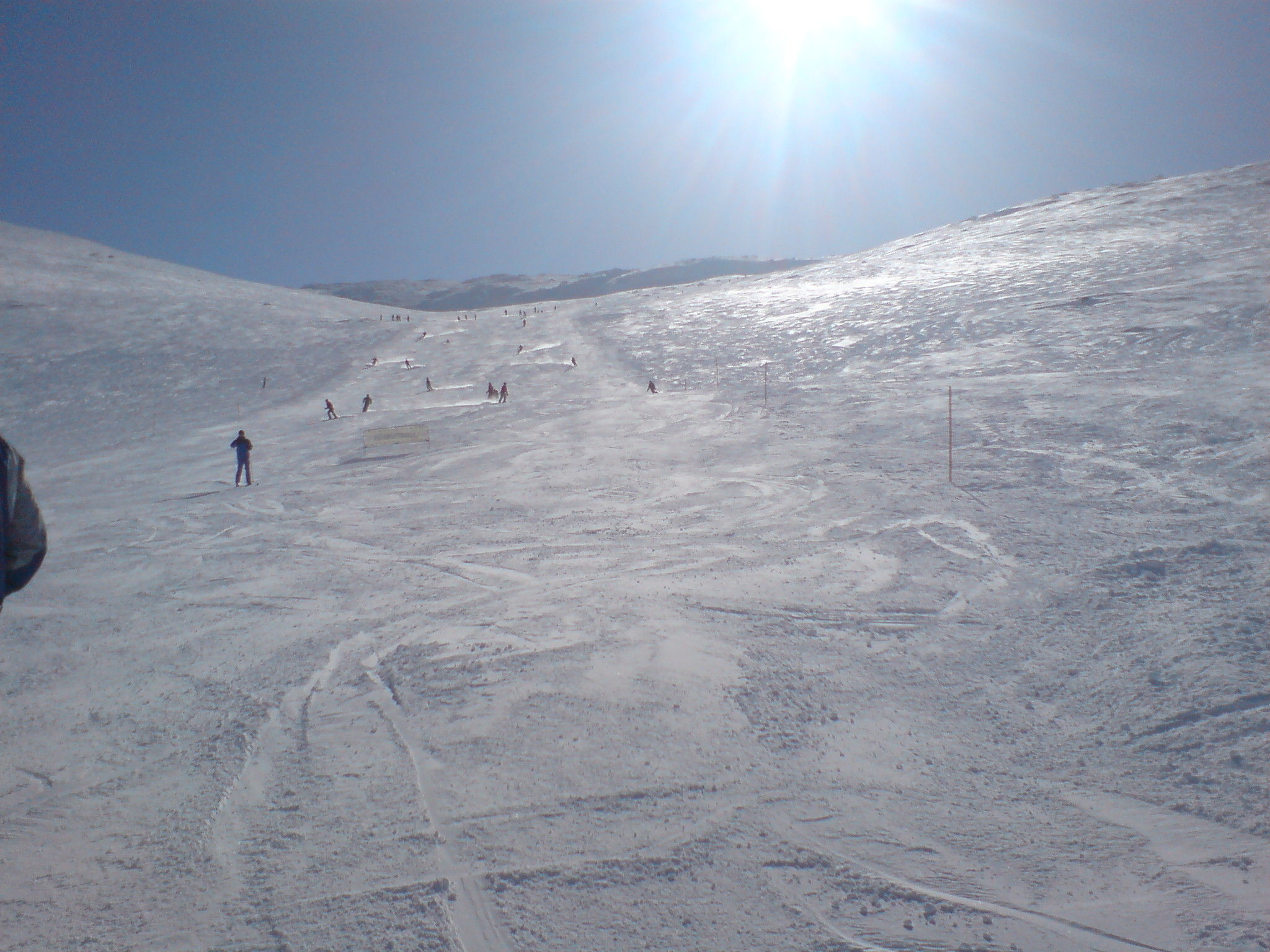
Skidbacke i Åre

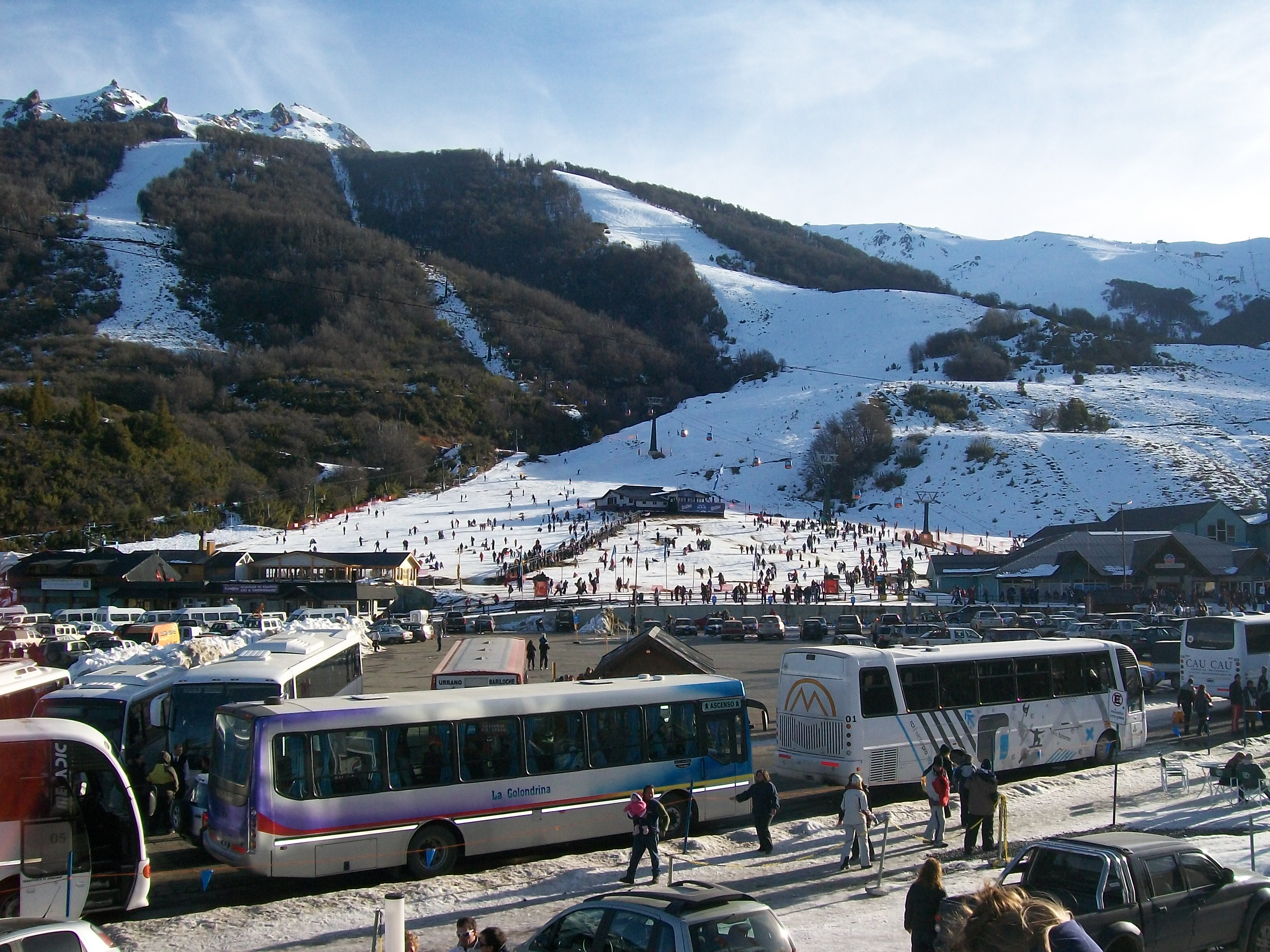
Spår av alpin skidåkning i Bariloche (Argentina)

Alpin skidsport är en sammanfattande beteckning för slalom, storslalom, parallellslalom, super-G, störtlopp och alpin kombination. Alla discipliner är utförsåkning dit även snowboard räknas, och alla utom parallellslalom går ut på att åkare en efter en åker en med "portar" utstakad bana, och åkaren med kortast åktid vinner. Slalom och storslalom körs i två åk där den sammanlagda tiden räknas. Parallellslalom skiljer sig från övriga discipliner genom att istället vara en utslagstävling där åkare ställs mot varandra en mot en. Först ner i ett åk går vidare till nästa omgång, möter en annan heatvinnare, och så vidare.
Alpin skidsport (dock ej parallellslalom) ingår i de Olympiska vinterspelen och ett världsmästerskap anordnas vartannat år. Vidare arrangeras varje säsong cuper på olika nivå där flera tävlingar på olika orter ingår. Främst bland dessa är Världscupen där tävlingarna flyttas runt i Europa och Nordamerika. Historiskt sett är Österrike och Schweiz de mest framgångsrika nationerna men även Frankrike, Italien, Tyskland, Norge, Slovenien, Sverige, Kroatien och USA har haft stora framgångar genom åren.
Några kända skidorter är Åre, Vemdalen och Sälen i Sverige, St Anton, Kitzbühel och Sölden i Österrike, Val-d'Isère, Chamonix och Val Thorens i Frankrike, Sestriere i Italien, Sankt Moritz i Schweiz och Aspen i Colorado, USA.
Utövare av alpin skidsport kallas "alpin skidåkare".

## Historik
Engelsmannen sir Arnold Lunn uppfann 1922 den moderna slalomåkningen genom att introducera portar som de tävlande måste passera på kortast möjliga tid. Tävlingen hölls i schweiziska Mürren och efteråt ångrade dock Lunn att han döpt den nya sporten efter norska skidleken slalåm: ”Den har ingenting att göra med den slalom jag organiserade”, sade han. Norrmännen hade spelat en stor roll i att sprida intresset för att åka skidor över världen, inte minst genom Fridtjof Nansens färd över Grönland. I Alperna anpassade lokalbefolkningen både teknik och utrustning efter sina förutsättningar.
Första tävlingen med portar arrangerades den 19 mars 1905 av österrikiske skidpionjären Mathias Zdarsky på berget Muckenkogel i Lilienfeld, där han var såväl banläggare och starter som domare och jury. Tävlingen gick inte bara utför utan även uppför, och det var inte tiden utan stilen som avgjorde vinnaren. Zdarsky använde ordet Torlauf (flagglopp) för sin tävling, i vilken deltagarna åkte med en stav.

Lunn arbetade hårt för att få de alpina skidsporterna slalom och störtlopp upptagna av Internationella skidförbundet, FIS, där de nordiska länderna stått för det största motståndet. På internationella skidkongressen i Oslo 1930 antog FIS till slut både slalom och störtlopp. Året efter hölls den första FIS-mästerskapet (vilket i efterhand fått VM-status) i schweiziska Mürren. Som arrangör stod sir Arnold Lunn och brittiska Kandahar Ski Club.
Modern alpin utförsåkning introducerades i Sverige 1934 av gymnastikdirektörerna Sigge Bergman och Olle Rimfors efter en studieresa till Hannes Schneiders berömda skidskola i österrikiska St. Anton am Arlberg. 

## Utrustning
Till alpin skidutrustning räknas, förutom skidor ("slalomskidor"), bindningar, pjäxor och stavar även skyddsutrustning som hjälm, handskar, vadderade skidkläder, ryggskydd och arm- och benskydd. Tävlingsåkaren har normalt en kroppsnära skidoverall.
Alpin skidåkning ur ett tekniskt och utrustnings hänseende är karaktäriserad vid att hela foten och pjäxan är fastspänd i skidan, till skillnad mot de nordiska skidgrenarna och i tekniken telemark där pjäxan endast sitter fast mot skidan i tådelen. Trots att foten och benets vinkel vid en första anblick verkar vara konstant mot skidan, är alpin åkning knappast odynamisk. Mycket av den alpina skidåkningstekniken går ut på att skifta vikt mellan skidorna och mellan olika delar av skidan och pjäxan måste därför "flexa" lagom mycket och tillåta en viss rörlighet.
Skidor var traditionellt gjorda av enbart trä. Omkring 1926 lanserade österrikaren Rudolf Lettner de första metallsidorna till skidor. Den första svensktillverkade slalomskidan hade just Lettner-stålkanter och lanserades vintersäsongen 1934–35. Den tillverkades av L.A. Jonssons skidfabrik i Östersund efter skidpionjären Olle Rimfors anvisningar och döptes således till Kapten Rimfors. Skidämnet var hickoryträ.
Från 1960-talet och framåt har mycket hänt på materialsidan. Alla alpina skidor har idag kanter av stål och skidorna är uppbyggda av olika kombinationer av till exempel plast, kolfiber och trä. Läs mer.
Bindningens syfte är två. Dels att fixera pjäxan mot skidan, dels att vid fall/olycka "lösa ut" och frigöra skidan från foten för att undvika allvarligare skador. Dagens bindningar är ställbara steglöst för att varje åkare ska kunna få en inställning som bra matchar dennes vikt, vana, skicklighet, åkförhållanden, etc.
Det finns en rad tillverkare av utrustning, och branschen har under senare år sett många sammanslagningar och uppköp vilket efter hand har givit färre tillverkare men med mer komplett utbud. Legotillverkning är också tämligen vanligt, kanske främst när det gäller bindningar där samma bindning ofta säljs under flera benämningar och märken.

### Tillverkare av utrustning
- Atomic (Österrike)
- Augment (Österrike)
- Blizzard (Österrike)
- Dynastar (Frankrike)
- Elan (Slovenien)
- Fischer (Österrike)
- Head (Österrike)
- K2 skis (USA)
- Lange (USA)
- Leki (Tyskland)
- Marker (USA)
- Nordica (Italien)
- Rossignol (Frankrike)
- Salomon (Frankrike)
- Scott (USA)
- Stöckli (Schweiz)
- Tecnica (Italien)
- Tyrolia (Österrike)
- Völkl (Tyskland)

### Äldre tillverkare (nedlagda, uppköpta, etc.)
- Dachstein
- Dynamic (numera lågprismärke kopplat till Atomic)
- Koflach
- Look